# U-734
Unterseeboot 734 foi um submarino alemão do Tipo VIIC, pertencente a Kriegsmarine que atuou durante a Segunda Guerra Mundial.
O U-734 esteve em operação entre os anos de 1942 e 1944, realizando neste período 2 patrulhas de guerra, nas quais não afundou nenhuma embarcação aliada.
Foi afundado por cargas de profundidade no dia 9 de fevereiro de 1944,  lançadas pelos HMS Wild Goose e HMS Starling, causando a morte de todos os 49 tripulantes.

## Comandantes
| Comandante              | Data                                           |
| ----------------------- | ---------------------------------------------- |
| Oblt. Hans-Jörg Blauert | 5 de dezembro de 1942 - 9 de fevereiro de 1944 |

## Subordinação
Durante o seu tempo de serviço, esteve subordinado às seguintes flotilhas:
| Período                                      | Flotilha                                  |
| -------------------------------------------- | ----------------------------------------- |
| 5 de dezembro de 1942 - 31 de julho de 1943  | 8. Unterseebootsflottille (treinamento)   |
| 1 de agosto de 1943 - 9 de fevereiro de 1944 | 3. Unterseebootsflottille (serviço ativo) |

## Operações conjuntas de ataque
O U-734 participou das seguinte operações de ataque combinado durante a sua carreira:
- Rudeltaktik Coronel (4 de dezembro de 1943 - 8 de dezembro de 1943)
- Rudeltaktik Coronel 2 (8 de dezembro de 1943 - 14 de dezembro de 1943)
- Rudeltaktik Igel 2 (9 de fevereiro de 1944 - 9 de fevereiro de 1944)

## Coordenadas
1. ↑  em posição 49° 43' N 16° 23' O